# Tuomas Aslak Juuso
Tuomas Aslak Juuso, född 7 februari 1985 i Lahtis, är en finländsk samisk politiker och renskötare som representerar Svenska folkpartiet i Sametinget.
Juuso valdes in i Sametinget första gången år 2008 och har varit ledamot under två fyraårsperioder, 2008–2011 och 2016–2019, och ordförande 2020–2023.
Han efterträddes av Pirita Näkkäläjärvi år 2024.
Han var styrelseordförande för ungdomsorganisationen Suoma Sámi Nuorat från 2009 till 2012 och har varit vicepresident för Förenta nationerna:s globala ungdomsmöte för ursprungsfolk i New York.